# Leon Melchior
Leon Melchior (Maastricht, 25 december 1926 – Lanaken, 11 november 2015) was een bouwondernemer en projectontwikkelaar uit Maastricht. Hij kreeg in de 80'er en 90'er jaren bekendheid door nevenactiviteiten als sportbestuurder en eigenaar van een springpaardenstal.

## Jeugd
Melchior was zoon van de Duitse vader en een Nederlandse moeder bij wie hij opgroeide in Maastricht, samen met zijn zusje en oudere broer. Op veertienjarige leeftijd werd hij via zijn vader lid van de Hitlerjugend. Zijn vader was in Duitse militaire dienst en Léon Melchior moest in het gezin zorgen voor de inkomsten. Als halve Duitser was het in die tijd haast onmogelijk om aan werk te komen en op zeventienjarige leeftijd werd hij, via een wervingscampagne in bezet Nederland, in 1943 lid van de Waffen-SS en vocht aan het oostfront. Daarna volgde hij vanaf september 1944 aan de SS-Junkerschule te Bad Tölz in Beieren de opleiding tot SS-officier. Na de bevrijding werd hij gearresteerd en tot een gevangenisstraf van dertien maanden veroordeeld. Zijn Nederlandse nationaliteit werd hem ontnomen. In 1974 kreeg hij de Belgische nationaliteit. Toen hij tien jaar later een Belgische onderscheiding kreeg vanwege zijn activiteiten in de paardensport reageerde de bekende nazi-jager Simon Wiesenthal furieus.

## MVV-voorzitter
Als voorzitter van toenmalige eredivisie voetbalclub MVV wist hij de gemeente Maastricht, die eigenaar was van stadion Geusselt, zover te krijgen om dat eigendom gratis aan hem af te staan, in ruil waarvoor zijn bedrijf het voetbalgedeelte kleiner zou maken, zodat op de vrijkomende ruimte door hem te verhuren woningen, kantoren en winkels gerealiseerd konden worden. Uiteindelijk heeft deze ingreep echter niet geleid tot het gehoopte behoud van het eredivisieschap.

## Hippische sport
Meer (sportief) succes had zijn bemoeienis met het Nederlandse springpaarden-gebeuren. Hij was een van de promotors die het niveau van deze discipline aanmerkelijk verhoogden, met vele successen als resultaat. Dit gebeurde zowel als bondsbestuurder, als door middel van deelname met eigen paarden en ruiters. Jos Lansink was een springruiter die jarenlang de naam en faam van stal Zangersheide hoog wist te houden.

## Lanaken

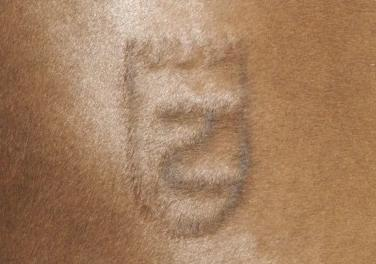
Het Zangersheide brandmerk

Leon Melchior was al sinds lange tijd woonachtig in Lanaken, waar ook de stal van Studbook Zangersheide zich bevindt op Domein Zangersheide. Hij stierf er op 88-jarige leeftijd.

## Onderscheidingen en eerbetonen
Melchior was officier in de Leopoldsorde, kreeg het Ereteken van Verdienste van de stad Maastricht (2003), was ereburger van de stad Lanaken en erevoorzitter van MVV.

## Privé
Zijn dochter Judy-Ann Melchior werd professioneel ruiter.